# صفيحيات
الصفيحيات أو البلاتوزوا (وتعني حرفيًا الحيوانات المسطحة) (بالإنجليزية: Placozoa)‏، هي طائفة من اللافقاريات البحرية التي تعيش بحرية (غير طفيلية). وهي كائنات تشبه الكتل مكونة من تجمعات خلوية. تتحرك في الماء عن طريق الحركة الأهدابية، وتتغذى عن طريق الابتلاع، وتتكاثر بالتجزؤ أو التبرعم. توصف الصفيحيات بأنها "أبسط الحيوانات على الأرض". أيدت التحليلات الهيكلية والجزيئية اعتبارها من أقدم الكائنات الحيوانية، مما يجعلها تشكل طائفة بدائية من الحيوانات.
اكتشف أول كائن صفيحي معروف وهو التريكوبلاكس اللاصق (Trichoplax adhaerens)،في عام 1883 على يد عالم الحيوان الألماني فرانز إيلهارد شولتزه (1840-1921). ونظرًا لتفرد هذا الكائن، قام عالم ألماني آخر، وهو كارل غوتليب غريل (1912-1994)، بإنشاء شعبة جديدة عام 1971 وهي الصفيحيات لتصنيف هذا الكائن.
وعلى الرغم من أنها ظلت طائفة أحادية النوع لأكثر من قرن، بدأت إضافة أنواع جديدة منذ عام 2018. وحتى الآن، تم وصف ثلاثة أنواع أخرى حية في فئتين متميزتين هما:
صنف الصفيحيات وحيدة الجسم (Uniplacotomia) ويضم:
- تنين البحر الهونغكونغي (Hoilungia hongkongensis) الذي وصف في 2018.
- الصفيحي المتفرع (Cladtertia collaboinventa) الذي وصف في 2022.

صنف الصفيحيات متعددة الأجسام (Polyplacotomia) ويضم:
- الصفيحي المتفرع المتوسطي (Polyplacotoma mediterranea) (الأكثر بدائية، وصف في 2019).[15]

بالإضافة إلى ذلك، هناك نوع أحفوري واحد مفترض معروف، وهو الماكيوليكوربس الميكروبي (Maculicorpus microbialis) الذي يعود إلى العصر الثلاثي الأوسط.